# Scale Gemonie
Le Scale Gemonie  (scalae Gemoniae) erano una scalinata di accesso al colle Campidoglio a Roma. Salivano dal Foro Romano, forse coincidenti con i gradus Monetae, e dovevano passare (come una scalinata moderna ancora esistente) tra il tempio della Concordia e il carcere Mamertino. 
Su queste scale, vicine al carcere e per questo dette Scale dei sospiri, venivano esposti i corpi dei prigionieri uccisi, prima di essere gettati nel Tevere.

## Storia
Si racconta ad esempio che il 20 dicembre del 69, le avanguardie dell'esercito di Vespasiano si erano ormai introdotte in città e non avendo trovato alcuna resistenza, stavano cercando Vitellio ormai ovunque. Trovatolo, seppur non avendolo riconosciuto inizialmente, lo condussero nel Foro romano, attraverso l'intera via Sacra, con le mani legate, un laccio al collo e la veste strappata. Lungo l'intero percorso venne fatto oggetto di ogni ludibrio a gesti e con parole, mentre era condotto con una punta di spada al mento e la testa tenuta indietro per i capelli, come si fa con i criminali.
(Svetonio, Vita di Vitellio, 16.)